# Serrasalmus elongatus
Serrasalmus elongatus (Syn.: Serrasalmus pingke) ist eine kleinwüchsige Sägesalmlerart aus dem tropischen Südamerika. Sie ähnelt S. humeralis und wird auf Englisch wegen ihrer Körperform auch Elongated Piranha („Langgestreckter Piranha“) oder Pike Piranha („Hechtpiranha“) genannt. Lokalnamen sind Caribe Pinche oder Piranha Mucura.

## Beschreibung
Serrasalmus elongatus ist ein langgestreckter, seitlich abgeflachter Sägesalmler der eine maximale Gesamtlänge von 30 Zentimeter TL erreichen kann. Die Kopfform ist bei juvenilen und adulten Tieren spitz. Die Körperfarbe ist bei Jungtieren einheitlich grünlich silbrig. Einige Exemplarer zeigen einen Caudalfleck, ansonsten ist keine Zeichnung vorhanden. Ihre Flossen sind farblos und transparent. Die Färbung adulter Tiere ist bleigrau, ihr Brust- und Bauchbereich ist orange bis rot. Auf der Schulterregion befindet sich ein Fleck in der Größe der Augen. Rückenflosse und Afterflosse sind gräulich, Brustflossen und Bauchflossen sind leicht rötlich oder orange. Die Iris ist rot. Die Rückenflosse (Dorsale) wird von zwei ungeteilten und gewöhnlich von 13 (12 bis 24) geteilten Flossenstrahlen gestützt. Ein präanaler Stachelstrahl ist vorhanden.
Serrasalmus elongatus hat gewöhnlich 38 (37 bis 38) Wirbel. Die Schuppen sind klein und zahlreich, Die Anzahl entlang der Seitenlinie beträgt in der Regel 94 (89 bis 98). Vor dem Beginn der Bauchflossen befinden sich 23 (20 bis 26), nach dem Beginn der Bauchflossen 10 (10 bis 11) Abdominalzähne (Serrae). Die 17 (15 bis 19) Kiemenreusendornen sind kurz und an der Basis breit. Das Ectopterygoid ist, auch bei Jungtieren deutlich, kräftig und zahlreich bezahnt (8 bis 9).
Interessant ist der scheinbare Polymorphismus bei Jungtieren in Bezug auf den Fleck am Schwanzstiel. Da beide Formen sympatrisch vorkommen, ist es schwierig, auf Umwelteinflüsse zu schließen. Es könnte sich um einen frühen Geschlechtsdimorphismus handelt, eine Klärung steht allerdings noch aus. Von den anderen Serrasalmus Arten unterscheidet sich Serrasalmus elongatus durch die langgestreckte Körperform. Mit Ausnahme sehr junger Serrasalmus irritans teilt keine Serrasalmus Art diese Körperform, jedoch unterscheidet sich Serrasalmus irritans  durch seine gefleckte Farbmusterung.

## Verbreitung
Serrasalmus elongatus kommt in Südamerika im  Einzugsgebiet des Amazonas und Orinoco vor. Im unteren Rio Machado im brasilianischen Minas Gerais ist er einer der häufigsten Piranhas.

## Lebensweise
Serrasalmus elongatus ernährt sich überwiegend von Flossenstücken und Schuppen anderer Fische. Gelegentlich werden Fleischstücke aus anderen Fische herausgebissen. Die mit Abstand am häufigsten herausgebissenen Schuppen stammen nach Goulding von Kropfsalmler. Die Flossenstücke wurden am häufigsten aus den Schwanzflossen gebissen.